# Geometrisch endliche Gruppe
In der Geometrie wurde der Begriff Geometrisch endliche Gruppe ursprünglich in der 2- und 3- dimensionalen hyperbolischen Geometrie verwendet als Bezeichnung für diskrete Gruppen von Isometrien, die ein konvexes Polyeder mit endlich vielen Seiten als Fundamentalbereich besitzen. In der höher-dimensionalen hyperbolischen Geometrie werden allgemeinere Definitionen verwendet, die im Fall von Isometriegruppen des 2- oder 3-dimensionalen Raumes zur ursprünglichen Definition äquivalent, in höheren Dimensionen aber allgemeiner sind.
Jede endlich erzeugte diskrete Gruppe von Isometrien der hyperbolischen Ebene ist geometrisch endlich. In höheren Dimensionen sind Gitter und konvex-kokompakte Gruppen Beispiele geometrisch endlicher Gruppen.

## Isometriegruppen des 3-dimensionalen hyperbolischen Raumes (Kleinsche Gruppen)
Eine Kleinsche Gruppe heißt geometrisch endlich, wenn sie eine der folgenden äquivalenten Bedingungen erfüllt.
- Für jedes {\displaystyle \delta >0} hat die {\displaystyle \delta }-Umgebung des konvexen Kerns endliches Volumen.
- Für ein {\displaystyle \delta >0} hat die {\displaystyle \delta }-Umgebung des konvexen Kerns endliches Volumen.
- Der dicke Teil des konvexen Kerns ist kompakt.
- Für hinreichend kleine {\displaystyle \epsilon } ist das Komplement des {\displaystyle \epsilon }-kuspidalen Teils im konvexen Kern kompakt.
- Jeder Punkt der Limesmenge ist ein konischer Grenzpunkt oder ein beschränkter parabolischer Fixpunkt.
- Jeder Punkt der Limesmenge ist ein horosphärischer Grenzpunkt oder ein beschränkter parabolischer Fixpunkt.
- Jedes Dirichlet-Polyeder ist endlich.
- Es gibt ein endliches Dirichlet-Polyeder.
- Die Kleinsche Mannigfaltigkeit {\displaystyle (H^{3}\cup \Omega (\Gamma ))/\Gamma } ist die Vereinigung eines kompakten Unterraums mit einer endlichen Menge von Standard-Spitzen.

Geometrisch endliche hyperbolische Metriken auf einer gegebenen 3-Mannigfaltigkeit werden durch ihre konformen Ränder (d. h. die Quotienten der Diskontinuitätsbereiche in der Sphäre im Unendlichen) eindeutig bestimmt.

## Isometriegruppen höher-dimensionaler hyperbolischer Räume und von Hadamard-Mannigfaltigkeiten
Allgemeiner heißt eine diskrete Gruppe von Isometrien einer Hadamard-Mannigfaltigkeit {\displaystyle X} geometrisch endlich, wenn sie eine der folgenden äquivalenten Bedingungen erfüllt.
- {\displaystyle (X\cup \Omega (\Gamma ))/\Gamma } ist die Vereinigung eines kompakten Unterraums mit einer endlichen Menge von Standard-Spitzen.[4]
- Jeder Punkt der Limesmenge ist ein konischer Limespunkt oder ein beschränkter parabolischer Fixpunkt.
- Der dicke Teil des konvexen Kerns ist kompakt.
- Es gibt eine obere Schranke für die Ordnung endlicher Untergruppen und für ein {\displaystyle \delta >0} hat die {\displaystyle \delta }-Umgebung des konvexen Kerns endliches Volumen.

Für {\displaystyle n=2} ist jede endlich erzeugte diskrete Gruppe von Isometrien der hyperbolischen Ebene geometrisch endlich und hat einen endlichen Fundamentalpolyeder, d. h. einen (nicht notwendig kompakten) Fundamentalbereich, der ein Polyeder mit endlich vielen Seiten ist.
Für {\displaystyle n\geq 4} muss eine geometrisch endliche Gruppe {\displaystyle \Gamma \subset Isom(H^{n})} nicht notwendig ein endliches Fundamentalpolyeder besitzen. Zum Beispiel gibt es geometrisch endliche Gruppen mit unendlich vielen Spitzen.

## Hyperbolische Gruppen und Konvergenzgruppen
Für eine auf einem kompakten, metrischen Raum {\displaystyle X} wirkende Konvergenzgruppe {\displaystyle \Gamma } definiert man geometrische Endlichkeit wie folgt: Jeder Punkt aus {\displaystyle X} ist ein konischer Grenzpunkt oder ein beschränkter parabolischer Fixpunkt. Hierbei sind die Begriffe „konischer Grenzpunkt“ und „beschränkter parabolischer Fixpunkt“ intrinsisch definiert. Ein konischer Grenzpunkt ist ein Punkt {\displaystyle x\in X}, zu dem es eine Folge unterschiedlicher Elemente {\displaystyle \gamma _{n}\in \Gamma } und Punkte {\displaystyle a_{\pm }\in X} gibt mit {\displaystyle \lim _{n\to \infty }\gamma _{n}x=a_{+}} und {\displaystyle \gamma _{n}\mid _{X\setminus \left\{x\right\}}} konvergiert gleichmäßig auf Kompakta gegen die Abbildung, die konstant {\displaystyle a_{-}} ist. Ein beschränkter parabolischer Fixpunkt ist ein Punkt {\displaystyle x\in X}, dessen Stabilisator parabolisch ist (d. h. unendlich, lässt einen Punkt von {\displaystyle X} fest und enthält keine loxodromischen Elemente) und für den der Quotient {\displaystyle (X\setminus \left\{x\right\})/\Gamma _{x}} kompakt ist.
Diese Definition kann insbesondere auf hyperbolische Gruppen angewandt werden, denn diese wirken als Konvergenzgruppen auf ihrem Rand im Unendlichen.

## Beispiele geometrisch endlicher Kleinscher Gruppen
- Quasifuchssche Gruppen
- Schottky-Gruppen

## Konformer Rand
Der Isomorphismussatz von Marden reduziert die Untersuchung des Modulraums geometrisch endlicher hyperbolischer Metriken auf einer 3-Mannigfaltigkeit {\displaystyle M} mit inkompressiblem Rand {\displaystyle \partial M} auf die Untersuchung des Modulraums konformer Strukturen auf {\displaystyle \partial M}. (Jeder geometrisch endlichen Gruppe {\displaystyle \Gamma } entspricht die Riemannsche Fläche {\displaystyle \Gamma \backslash \Omega }, wobei {\displaystyle \Omega \subset \partial _{\infty }H^{3}} der Diskontinuitãtsbereich ist. Dies verallgemeinert den Uniformisierungssatz von Bers für quasifuchssche Gruppen.)
Die einer geometrisch endlichen Gruppe {\displaystyle \Gamma } entsprechende Riemannsche Fläche {\displaystyle \Gamma \backslash \Omega } wird als ihr konformer Rand bezeichnet.